# The Sims Bowling
The Sims Bowling  — мобильная игра серии The Sims, разработанная EA Games для устройств iPod и позже мобильных телефонов. Выход игры состоялся 18 июля 2007 года. Сама игра является переделанной версий успешного симулятора боулинга JAMDAT Bowling 2004 года выхода. The Sims Bowling совмещает в себе симулятор жизни и игру в боулинг, где игрок должен набирать очки, играя в боулинг в разных игровых режимах, чтобы затем обустроить своё жилище и купить оборудование для боулинга.
Критики дали смешанные оценки игре, с одной стороны они похвалили The Sims Bowling за её качественную графику и разнообразный геймплей, однако раскритиковали физику игры, особенно «поведение» кеглей, назвали её устаревшей, а сам игровой процесс недостаточно глубоким.

## Игровой процесс
Игра начинается с того, что игрок создаёт персонажа женского или мужского пола, выбирает для него подходящую причёску и одежду. Затем управляемый сим приходит к дорожке для боулинга, чтобы соревноваться с другими неигровыми персонажами. Управление осуществляется от первого лица, игрок определяет расположение мяча и с какой силой он должен его кинуть. Конечная цель игрока сводится к тому, чтобы он победил со счётом в 300. 
Игра также вводит так называемую жизненную цель, в частности сим мечтает стать звездой дорожке для боулинга, уровень стремления сима возрастает с ростом навыка игрока. В The Sims Bowling также имеется четыре различных игровых режима: классический — обычная игра в боулинг, Strike-o-thon — считывающий, сколько игрок может нанести ударов и Spare-o-thon — то же самое для запасных. Также игрок может практиковаться, данный режим позволяет разрабатывать стратегию для решения сложных ситуаций, таких как например 7-10 сплитов. Игрок также может соревноваться с другим игроком в режиме Pass 'n Play, передавая по очереди телефон для совершения хода. Также имеется режим «Bowl Now», мгновенно вводящий в игру случайного противника при наличии поддержки многопользовательского режима, например в таких устройствах, как LG VX8100 или Samsung M610. Версия для iPod совместима только с устройствами пятого поколения.
На полученные средства игрок может покупать новую одежду или новое оборудования для боулинга, приобретенное в магазине, в переулке. Это новые шары, перчатки для боулинга, и так далее. Поскольку сим со временем становится постоянным клиентом, владелец магазина даже даст ему несколько советов. По мере того, как сим добивается успеха на дорожке, он будет наделён различными привилегиями, например получит более оплачиваемую работу и затем сможет дополнительно инвестировать в оборудование для боулинга. Игрок помимо прочего может посещать своё жилище и обставлять его новыми купленными предметами, например широкоэкранным телевизором, столом для аэрохоккея или танцполом. В игре также имеются персонажи, знакомые из других игр The Sims, например Дон Лотарио

## Создание и выпуск
Ещё до создания игры, в 2004 году на мобильном рынке большим успехом пользовалась игра JAMDAT Bowling, которую затем выкупила Electronic Arts. Ожидалось, что это сделает игру ещё известнее, однако она исчезла из продаж, тем не менее ЕА выпустила её изменённую версию с обновлённой графикой и дополнительным поверх игровым процессом, также связав с брендом The Sims. EA Games ещё тогда выражала заинтересованность адаптировать игру серии The Sims для устройств iPod, разработчики утверждали, что «„The Sims Bowling“ — это игра, отражающая характер „The Sims“ и в то же время представляющая собой тщательно продуманную игру в боулинг для iPod».
Официальный анонс игры для iPod состоялся 12 июля 2007 года. Игра позиционировала себя, как совмещение симулятора жизни и боулинга, позволяя тратить полученные деньги на разные снаряжение и играя в разных режимах. Игра была доступна для покупки в разделах игр в iTunes. Тогда же стало известно, что игра была разработана специально для iPod пятого поколения. Она также стала одной из одна из четырёх выпущенных игр для Ipod с поддержкой плеера.
Выход игры состоялся 18 июля 2007 года. Несмотря на неоднозначную оценку критиков, пользователи в целом положительно оценили игру. Она в итоге стала в целом шестой по счёту, выпущенной для iPod и запомнилась, как одна из первых игры, выпущенных для данной платформы. Тем не менее уже в 2008 году игра больше не была доступна для скачивания с iTunes.
В августе 2008 года стало известно, что Electronic Arts заключила контракт с Handango, Inc, ведущим поставщиком мобильных игр в мире на дистрибуцию её мобильных игр, в том числе и The Sims Bowling. Игра была доступна для symbian-устройств с поддержкой английского, французского, итальянского, немецкого и испанского языков.

## Критика
| Иноязычные издания | Иноязычные издания |
| Издание            | Оценка             |
| ------------------ | ------------------ |
| IGN                | 7/10               |
| Macworld           | [ 2 ]              |
| Pocket Gamer       | [ 16 ]             |

Питер Коэн, критик сайта Macworld заметиL, что прежде к iPod выпускались только аркады или головоломки, однако The Sims Bowling оказалась другой игрой, и большим, чем просто боулинг с участием The Sims. Даже несмотря на очевидно простую концепцию игры, она по прежнему остаётся симулятором жизни, под стать своему названию. Рецензент даже утверждал, что игра в боулинг — не самая сложная часть игры, так как игрок со временем освоится с управлением, ему будет не трудно играть и он без проблем победит любых соперников. Критик также похвалил игру за её качество графики и музыки. Игра имеет собственный и приятный саундтрек, а также возможность игроку выбирать, что он хочет слушать, или вовсе отключить её. В целом критик назвал игру сочетанием симулятора жизни с боулингOM, приятной, но не слишком сложной игрой.
Критик сайта IGN увидел в игре явное сходство с JAMDAT Bowling сама The Sims Bowling фактически является её ремастером игры 2004 года выпуска. В итоге, как заметив критик, игровой движок в игре чувствуется устаревшим. Также рецензент указал на то, что совмещение игры в боулинг и The Sims также реализовано странно, с одной стороны критик похвалил игру за то, что она позволяет создавать и настраивать персонажа, однако система стремления со временем перестаёт приносить какой либо смысл. Игра загружалась очень медленно на Sony Ericsson W810. Хотя сам дизайн игры и графика получились хорошими, впечатление от игры портит плохая физика падения кеглей. Тем не менее критик в итоге поставил 7 баллов из десяти, похвалив игру за наличие разных режимов и многопользовательского режима, и даже несмотря на устаревший движок, она приятно удивляет своей графикой и функциональный геймлеем.
Более сдержанный отзыв оставил Крис Джеймс с сайта Pocket Gamer, который заметил, что не все игры громкой франшизы, как и фильмы могут считаться удачными. Это видно на примере вполне удачной The Sims 2 Mobile, так и неудачного The Sims 2 Pets Mobile и того же The Sims Bowling. Не то, чтобы можно было прийти к такому выводу с первого взгляда, так как игра вполне соответствует качеству и стандартам EA. Визуальные эффекты получились достаточно блестящими а аккуратными анимациями, также критик похвалил игру за её управление. Однако проблемы начинаются с внутриигровой физикой, из-за чего складывается впечатление, что мяч катается по сторонам, а не катится вперёд, а после смены перспективы камеры, складывается впечатление, что мяч летит почти со скоростью пули, а кегли также очень быстро падают. Это очень раздражало критика, он заметил, что несовершенство физики приводило даже к причудливым инцидентам, как например кеглям, вращающимся на полу сквозь другие кегли, или они могли даже отскакивать. Рецензент также заметил, что в игре нет настоящих соревнований, а купленные предметы просто не являются достаточной мотивацией, чтобы удержать интерес игрока. Критик подытожил, что несомненно игру скачают многие фанаты заядлые The Sims «для галочки», однако игра не стоит своего имени и критик посоветовал вместо того сыграть в Midnight Bowling.